# Palo de Letras
Palo de Letras (o de Las Letras) es una colina en Colombia, sobre la frontera con Panamá. Está ubicada en la parte noroeste del país, a 500 km al noroeste de Bogotá, la capital del país. Se encuentra a una altitud de 161 metros sobre el nivel del mar.
El terreno alrededor del Palo de Letras es montañoso al este, pero al oeste es llano. El punto más alto de la zona tiene una elevación de 966 metros y se encuentra a 17.8 km al norte del Palo de Las Letras. La densidad poblacional es de 4 habitantes por kilómetro cuadrado. El entorno de Palo de Letras es casi boscoso.
El clima es tropical subtropical. La temperatura promedio es 22 °C. El mes más caluroso es febrero, el 24 °C, y el diciembre más frío, a los 22 °C. La precipitación media es de 3 999 milímetros al año. El mes más húmedo es julio, con 499 milímetros de lluvia, y febrero, el más seco, con 69 milímetros.